# Тета (літера)
Те́та (велика Θ, мала θ або ϑ; грец. Θήτα) — восьма літера грецької абетки, в системі грецьких чисел, має значення 9.
Читання цієї літери у різні історичні періоди грецької мови було різним. Так, у давньогрецькій вона читалася як звук [tʰ] («т» з придихом) і відповідно називалася МФА: [tʰɛ̂ːta], у середньогрецькій і новогрецькій — як [θ] і називається МФА: [ˈθita].

## Історія

### Нащадки
Від грецької «тети» походять глаголична  і кирилична , що називалися «фіта» — відповідно до середньогрецької вимови назви літери як [θita]. У слов'янських мовах ці літери вживалися переважно у грецизмах: для передавання тети, рідше — для передавання іншої літери φ («фі»), в останньому разі її читали як глухий губно-зубний (лабіодентальний) фрикативний звук [f].

## Транслітерація
- У латинській транслітерації θ передають буквосполученням «th».

## Використання
- У TeX {\displaystyle \Theta (x)} — \Theta, {\displaystyle \theta } — \theta.
- У математиці {\displaystyle \theta (x)} — тета-функція.

### Мала літера
- У МФА — позначення глухого зубного фрикативного звука.
- В астрономії — восьма (як правило) за яскравістю зоря в сузір'ї
- Оцінка тестованого в теорії відгуку завдання

## Передавання тети в українській мові
Тету в словах грецького походження передають по-різному, залежно від шляху запозичення. Так, у словах, запозичених через латинську, грецька θ передається як «т». Тоді як для слів, що потрапили в українську мову через церковнослов'янську (де вони пишуться через ѳ), а також в нових запозиченнях з новогрецької (де літера θ читається як звук [θ]), на місці «тети» пишуть «ф» — за східнослов'янською традицією вимови кириличної ѳ і грецької θ: μῦθος, αἰθήρ, Ἀθηνᾶ, Θήβαι записують як «міф», «ефір», «Афіна», «Фіви» (первісно невластивий українській мові звук /f/ у народному мовленні мінявся на /p/, /x/ або /xv/: ахінея, Панас, Тимохвій, Хведір, Хома та ін.). У західноукраїнських же землях, що ніколи не були в складі Російської імперії, усталилась польська й німецька традиція передавати грецизми в латинському читанні; зокрема, θ приписувалось вимовляти як «т»: «міт», «етер», «Атена», «Теби» (від лат. mythus, ether, Athena, Thebae). Зі створенням загальної норми літературної мови повстало й питання вироблення загальних правил передавання грецизмів. Правопис 1928 року орієнтуючись на західноукраїнське читання «тети», приписував передавати θ переважно як «т». Пізніший правопис 1946 року, на якому в цілому заснований варіант 1993 року української орфографії, наслідує східноукраїнську традицію запису грецизмів: у разі запозичення через старослов'янську/церковнослов'янську мову (або напряму з новогрецької) θ передається як «ф», через латинську (або західноєвропейські) — як «т». Наприклад, «Федір», але «Теодор» (Θεόδωρος); «Фавор», але «Табор» (Θαβώρ); «Агафія», але «Агата» (Ἀγάθη); «орфографія» (ὀρθογραφία), але «ортопедія» (ὀρθοπαιδεία); «кафолічність» (καθολικότης), але «католицизм» (καθολικισμός). У деяких винятках θ передають іншими літерами, згідно з народною традицією вимови: «Хома», але «Томас» (Θωμάς); «Панас», але «Атанас» (Ἀθανάσιος). У 1990-х роках знов підняли питання «правильного» передавання «тети». Було запропоновано проєкти ортографії, які базувались на харківському правопису: з її передаванням тільки літерою «т». Деякі видання, як друковані, так і електронні, перейшли на цю систему.
Згідно з редакцією правопису української 2019 мови літера «тета» передається як «т» (за винятком слів з варіативним виглядом). У словах, запозичених через латинське посередництво, літера «Θ» передається через «т». Наприклад: бібліотека, театр, атерина. Натомість у словах, запозичених за посередництва церковнослов'янської, староукраїнської і російської мови, зазвичай є два варіанти передавання літери: через ф або через т.